# (33823) Mariorigutti
(33823) Mariorigutti est un astéroïde de la ceinture principale découvert en 2000.

## Description
(33823) Mariorigutti a été découvert le 3 février 2000 San Marcello Pistoiese par Maura Tombelli et Andrea Boattini.

### Caractéristiques orbitales
L'orbite de cet astéroïde est caractérisée par un demi-grand axe de 2,89 ua, un périhélie de 2,82 ua, une excentricité de 0,02 et une inclinaison de 2,79° par rapport à l'écliptique. Du fait de ces caractéristiques, à savoir un demi-grand axe compris entre 2 et 3,2 ua et un périhélie supérieur à 1,666 ua, il est classé, selon la JPL Small-Body Database, comme objet de la ceinture principale.

### Caractéristiques physiques
(33823) Mariorigutti a une magnitude absolue (H) de 14,8 et un albédo estimé à 0,244.